# 580
580 (DLXXX) var ett skottår som började en måndag i den julianska kalendern.

## Händelser

### Okänt datum
- Ethelbert blir kung av Kent.
- Den Romerska senaten skickar en ambassad till Konstantinopel; dess sista nedtecknade beslut.
- Den gamla kinesiska staden Ye jämnas med marken av Yang Jian.

## Födda
- Uthman Ibn Affan
- Arnulf av Metz
- Pepin I, frankisk borgmästare
- Maximus bekännaren, kristen munk
- Wei Zheng, kinesisk kansler av Tangdynastin (död 643)
- Dao Xin
- Fabia Eudokia, bysantinsk kejsarinna.

## Avlidna
- Gao Anagong, kinesisk tjänsteman.
- Xuan av Norra Zhou, kinesisk kejsare.